# Chloephaga robusta
Chloephaga robusta är en utdöd fågel i familjen änder inom ordningen andfåglar. Den beskrevs 1998 utifrån fossila lämningar från pliocen funna i Argentina.